# Степанос Орбелян
Степано́с Орбеля́н (арм. Ստեփանոս Օրբելյան; около 1250—1304) — армянский историк, церковный и политический деятель

## Биография
Степанос Орбелян родился в гаваре Цхук (территория вокруг современного города Сисиан) исторического Сюника в северо-восточной Армении. Происходил из знатной семьи Орбелянов — владетелей области, сын князя Тарсаича Орбеляна. В молодости был усыновлен своим дядей, одним из самых известных князей Сюника Смбатом Орбеляном. Степанос получил прекрасное образование, а в 1280 принял духовное звание. В 1286 совершил визит в Киликийское Армянское Королевство, где был посвящён в митрополиты Сюника католикосом армянским Константином II Пронагорц, о чём сообщает сам историк. Степанос Орбелян известен как автор «Истории области Сисакан», где на общем фоне истории Армении излагает историю Сюника, начиная с древнейших времен.
Степанос Орбелян скончался в 1304 году. Похоронен в родовой усыпальнице князей Орбелянов в монастыре Нораванк в провинции Вайоц-Дзор.

## Библиография

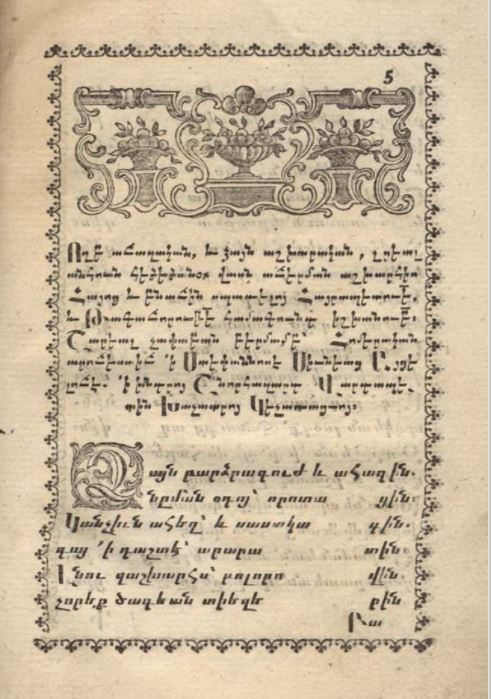
Издание поэмы 1304 года «Плач у врат св. Катогикэ» Степаноса Орбеляна, Нахичевань-на-Дону, 1790 год

## Церкви

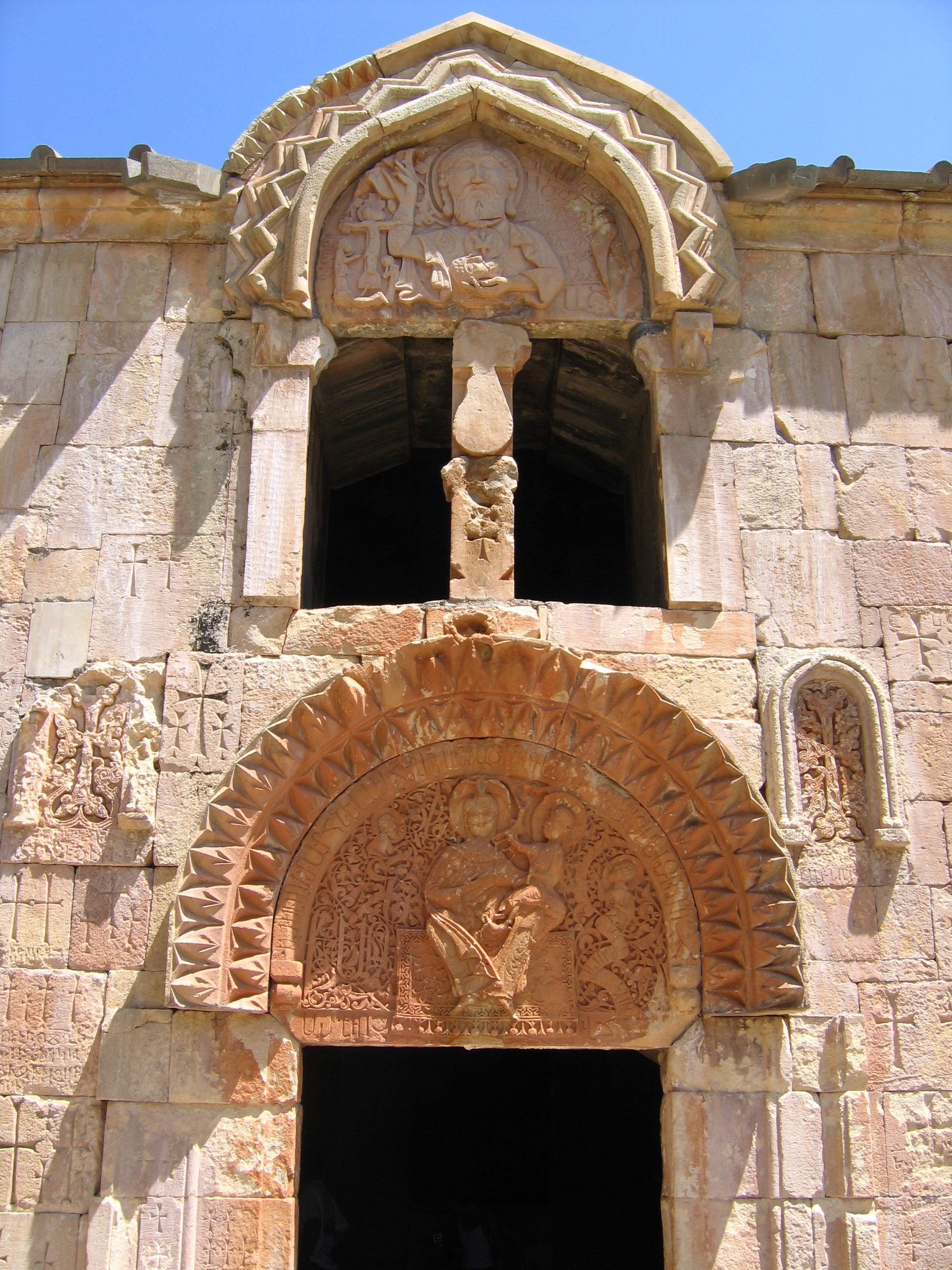
Фасад церкви Сурб Карапет

За всю свою жизнь Степанос Орбелян строил и управлял строительством церквей и храмов Армении.
- Церковь Зорац или Св. Степаноса.

Церковь построена в XIII веке сюнийским епископом Степаносом Орбеляном и находится в селе Ехегис. Это своеобразный культовый памятник. Возведена лишь одна абсида церкви, во время службы молящиеся (войска) стояли на площади под открытым небом.
- Нораванк.

Монастырский комплекс Нораванка находится в 2 км от села Амагу Ехегнадзорского района, состоит из двух церквей, притвора и фамильной усыпальницы князей Орбелянов. К западной стороне церкви св. Карапета (1221—1227 гг.) был в 1261 году пристроен притвор. Сводчатая церковь св. Григория, или фамильная усыпальница князей Орбелянов (пристроена рядом с церковью св. Карапета), возведена была в 1275 году. Двухъярусная церковь-усыпальница построена в 1339 году князем Буртелем Орбеляном. В 2002 году церкви полностью восстановили и включили в список ЮНЕСКО.
- Татевский монастырь.

В Татевском монастыре происходили долгие работы по фреске, она была расписана в 930 году и для исполнения росписи, по свидетельству историка Степаноса Орбеляна, епископ Акоп пригласил лучших мастеров.

## Интересные факты
Степанос Орбелян упоминается в романе американского писателя Рекса Стаута «Смерть хлыща»: «Слова эти принадлежат перу армянского классика Стефена Орбеляна и означают следующее: „Я люблю свою страну, потому что она моя“. Просто, но удивительно тонко. Даже не верится, что такой глубинный смысл можно выразить всего восемью словами».

## Сочинения
- Степанос Орбелян. История Сюника (арм.). — Ереван: Советакан грох, 1986.